# Auguste-Jean Gaudin
Pour les articles homonymes, voir Gaudin.
Auguste-Jean Gaudin, né le 29 juillet 1914 à Argentré-du-Plessis (Ille-et-Vilaine), mort le 23 mai 1992 à Charenton-le-Pont (Val-de-Marne), est un peintre et graveur français.

## Biographie
Du 17 avril 1929 au 31 mars 1930, Auguste-Jean Gaudin est employé dans la société Zappone et Pénard à Rennes, puis chez un marchand de lingeries de la même ville, Chez J. Even, du 1er avril 1930 au 30 septembre 1931. D'octobre 1931 à mai 1932, il est l’élève de Pierre Galle à l'école régionale des beaux-arts de Rennes.
Il est soldat au 1er régiment de zouaves à Casablanca en 1933, puis est engagé comme manœuvre en 1938 à la Société pour le travail électrique des métaux à Saint-Ouen.
Durant la Seconde Guerre mondiale, il est prisonnier au stalag IV-C (en) situé dans la région des Sudètes. Ce camp comportait plusieurs districts dont celui de Brüx Hydrierwerk, de nos jours la localité porte le nom tchèque Most.
Son art dépeint des scènes de la vie quotidienne et trace un portrait de la société populaire contemporaine dans un style hérité de l'expressionnisme. En 1948, il reçoit le prix Blumenthal, pour la gravure. En 1950, il épouse Jacqueline Auberty, alors assistante de conservation au Cabinet des Estampes de la Bibliothèque nationale de France.
Gaudin est nommé professeur à l'école des beaux-arts de Douai.

## Collections publiques
- Douai, musée de la Chartreuse : Les Nouvelles écluses de Douai, huile sur toile, 100 × 81 cm
- Épinal, musée départemental des Vosges : La Séance de modèle vivant, dessin au lavis[Notes 2]
- Musée des beaux-arts de Nantes : Ducasse de Gayant à Douai, huile sur toile
- Paris, département des Estampes et de la Photographie de la Bibliothèque nationale de France : une quarantaine d'estampes cataloguées sur ce site[3]
- Musée des beaux-arts de Rennes : Près de Saint-Briac, 1959, dessin à l'encre noire et au lavis gris, 56 × 76 cm[4]
- Localisations inconnues : six œuvres commandées par l'État[5]

## Ouvrages illustrés
- Luc Dietrich, Bonheur des tristes, Paris, Les Francs-bibliophiles, 1950.

## Expositions notables

### Personnelles
- Paris, Les Peintres-Graveurs Français, 1947
- Paris, Le Cercle de la Librairie, 1947

### Collectives
- Boston, 1953
- Florence, 1972

## Citations
« M. Gaudin par son très beau métier et par son inspiration sombre et tragique s'est mis au premier rang de la gravure actuelle. Sa femme a travaillé comme Assistante à plusieurs volumes de cet inventaire. »

— Jean Adhémar et Jacques Lethève, Inventaire du fonds français après 1800, Bibliothèque nationale, Département des estampes, tome huitième, Paris, Follet-Gavarni, Bibliothèque nationale, 1954, p. 443.

« (en) The Print Departement is pleased to announce the acquisition of representative groups of prints by Michel Ciry and Auguste-Jean Gaudin through the generous gift of Mr. Hiram C. Merill of Cambridge, Massachusetts, who has long since been an interested friend of the Department. The etchings of these young French artistes were honored by the Comité National de la Gravure Française by the inclusion of their work in the exchange exhibition of Contemporary French Prints, which was shown in the Wiggin Gallery during the months of October and November 1952. If one can judge the result of this recent international exchange between our two countries, it would be safe to say that a sense of growing kinship between them has developed with a greater understanding trough the graphic arts. Since it has always been felt that knowledge of French art is indispensable, especially on the cooper plate are eagerly sought. »

— Arthur W. Heintzelmann, « Prints of Michel Ciry and Auguste-Jean Gaudin », in The Boston Public Library quarterly, avril 1953, p. 107-110.